# Lill-Ersträsket (Piteå socken, Norrbotten, 726706-172186)
Lill-Ersträsket är en sjö i Piteå kommun i Norrbotten och ingår i Lillpiteälvens huvudavrinningsområde. Sjön har en area på 0,0455 kvadratkilometer och ligger 333,2 meter över havet. Sjön avvattnas av vattendraget Ersträskbäcken.

## Delavrinningsområde
Lill-Ersträsket ingår i det delavrinningsområde (726853-172057) som SMHI kallar för Namn saknas. Medelhöjden är 344 meter över havet och ytan är 8,93 kvadratkilometer. Det finns inga avrinningsområden uppströms utan avrinningsområdet är högsta punkten. Ersträskbäcken som avvattnar avrinningsområdet har biflödesordning 2, vilket innebär att vattnet flödar genom totalt 2 vattendrag innan det når havet efter 65 kilometer. Avrinningsområdet består mestadels av skog (60 procent) och sankmarker (30 procent). Avrinningsområdet har 0,25 kvadratkilometer vattenytor vilket ger det en sjöprocent på 2,8 procent.